# Natasha Yarovenko

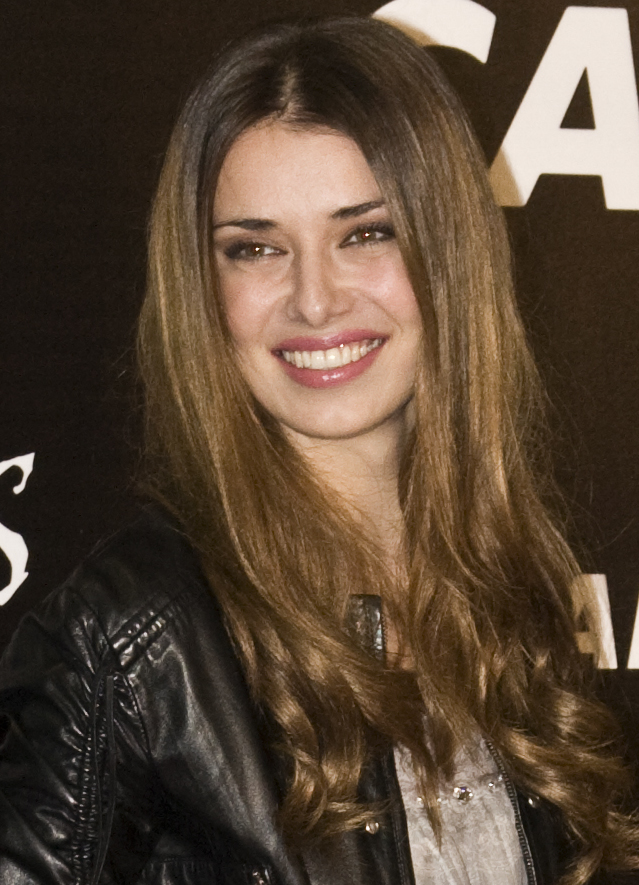
Natasha Yarovenko (2010)

Natasha Olehivna Yarovenko (ukrainisch Наталія Олегівна Яровенко Natalija Olehivna Jarowenko; * 23. Juli 1979 in Odessa) ist eine ukrainische Schauspielerin.

## Leben und Karriere
Natasha Yarovenko wurde 1979 in der am Schwarzen Meer gelegenen ukrainischen Hafenstadt Odessa geboren. Sie ist die Tochter einer russischen Mutter und eines ukrainischen Vaters, der von Beruf Ingenieur war. Sie studierte Russisch-Englisch an der Universität Odessa. Nach dem Studium entschloss sie sich, mit ihrer Familie nach Spanien zu übersiedeln und ließ sich 2000 in Barcelona nieder. Nach eigenen Angaben fühlte sie sich hier sofort wohl, da sie Barcelona hinsichtlich der Lebensweise an ihre Heimatstadt Odessa erinnert.
Zunächst arbeitete Yarovenko bei einem katalanischen Fernsehsender. 2003 erhielt sie ihre erste Rolle in dem Fernsehfilm La dona de gel und spielte in mehreren spanischen Fernsehserien mit. Sie zierte auch das Titelbild der Cosmopolitan. Im deutschsprachigen Raum wurde sie durch die Rolle der Natasha im Filmdrama Eine Nacht in Rom (Habitación en Roma) aus dem Jahr 2010 bekannt, in dem sie sich kurz vor ihrer Hochzeit von einer anderen Frau, einer zufälligen Begegnung, zu einer gemeinsamen Liebesnacht verführen lässt. Diese Rolle bescherte ihr 2011 eine Nominierung beim spanischen Filmpreis Goya in der Kategorie Beste Nachwuchsdarstellerin.

## Filmografie (Auswahl)
- 2003: La dona de gel (Fernsehfilm)
- 2004: Jovos
- 2005: Omar Martínez (Fernsehfilm)
- 2005: Ventdelgià (Fernsehserie, 3 Episoden)
- 2007: Hotel Central (Fernsehserie, Episode 13x05)
- 2008: Tagebuch einer Nymphomanin (Diario de una ninfómana)
- 2008–2009: Lalola (Fernsehserie, 54 Episoden)
- 2009: Ein hoher Preis (Negro Buenos Aires)
- 2010: Eine Nacht in Rom (Habitación en Roma)
- 2010: Pelotas (Fernsehserie, Episode 2x07)
- 2011: Ritter des heiligen Grals (El Capitán Trueno y el Santo Grial)
- 2012: Aftershock – Die Hölle nach dem Beben (Aftershock)
- 2015: Mit Dolch und Degen (Las aventuras del Capitán Alatriste) (Fernsehserie, 13 Episoden)
- 2016: Loki 7
- 2020: Captain of Desert